# لوران بينيه
لوران بينيه (بالفرنسية: Laurent Binet)‏ (مواليد 19 يوليو 1972 في باريس)، هو روائي وأكاديمي فرنسي. يركز أعماله على المشهد السياسي في أوروبا وفرنسا بالتحديد. تم تحويل عمله الشهير الأول إلى فيلم باسم الرجل ذو القلب الحديدي.

## وصلات خارجية
- لوران بينيه على موقع IMDb (الإنجليزية)
- لوران بينيه على موقع قاعدة بيانات الفيلم (الإنجليزية)

- الموقع الرسمي